# تایرن میرس
تایرن میرس (انگلیسی: Tyrone Mears؛ زادهٔ ۱۸ فوریهٔ ۱۹۸۳) یک بازیکن فوتبال اهل بریتانیا است.
وی همچنین در تیم ملی فوتبال جامائیکا بازی کرده است.